# Breviceps namaquensis
Espèce
Statut de conservation UICN

 LC  : Préoccupation mineure
Breviceps namaquensis est une espèce d'amphibiens de la famille des Brevicipitidae.

## Répartition
Cette espèce est endémique de la côte du Namaqualand. Elle se rencontre en Afrique du Sud et dans l'extrême Sud de la Namibie.

## Description
Breviceps namaquensis mesure jusqu'à 46 mm. Son dos est brun avec des taches brun clair ou crème. Sa face ventrale est blanche voire translucide à certains endroits.

## Étymologie
L'épithète spécifique namaquensis, composée de namaqu[aland] et du suffixe latin -ensis, « qui vit dans, qui habite », lui a été donnée en référence au lieu de sa découverte.

## Publication originale
- Power, 1926 : A monographic revision of the genus Breviceps, with distribution records and descriptions of new species. Annals of the South African Museum, vol. 20, p. 451-471 (texte intégral).